# Tipula (Hesperotipula) coronado
Tipula (Hesperotipula) coronado is een tweevleugelige uit de familie langpootmuggen (Tipulidae). De soort komt voor in het Nearctisch gebied.